# جوناثان تريجل
جوناثان تريجل هو كاتب بريطاني. وقد فازت روايته الأولى، الصبي أ، بجائزة جون ليولين ريس لعام 2004، وجائزة ويفرتون للقراءة الجيدة، وجائزة اليوم العالمي للكتاب الافتتاحية في عام 2008.
أكمل جوناثان درجة الماجستير في الكتابة الإبداعية في جامعة مانشستر، حيث درس أيضا اللغة الإنجليزية كطالب جامعي. وقضى العديد من فصول الشتاء في جبال الألب يعمل في صناعة السياحة للتزلج ويعيش الآن في شامونيكس بفرنسا.
الصبي أ هي قصة طفل مجرم أطلق سراحه في المجتمع كبالغ. لديها تشابه واضح ومفترض متعمد مع مصير قتلة جيمس بولجر، على الرغم من أن الجريمة نفسها تختلف بشكل كبير.
وصفت سارة ووترز، رئيسة القضاة لجائزة جون لويلين ريس، الصبي بأنه "سرد مقنّع، وقصة كتابة منظمة بشكل جميل، ورواية مثيرة للتفكير من الأفكار. إنها بداية رائعة.
تريجل متابعة تشام، الاسم المعروف لشامونكس، حصلت عليه أيضا دار نشر ذيل الثعبان، نشرت في تشرين الأول/أكتوبر 2007 وأدرجت في القائمة المختصرة لجائزة جائزة بوردمان تاسكر.
نُشر العمل الثالث جوناثان «جنس» -حول بريطانيا ديستوبية مقسمة -في يوليو 2011. يحتوي الكتاب على فصول تصف أعمال شغب في لندن مشابهة بشكل مخيف للاضطرابات التي اندلعت بعد أسابيع فقط من النشر. تم اختيار جنس للفيلم من قبل شركة ماتادور بيكتشرز، مع تعليق مايك كاري (كاتب) لكتابة السيناريو.
نشرت الرواية الرابعة لتريجل في عام 2015 بعنوان ألسنة البشر أو الملائكة. في مقابلة وصفها الكاتب بأنه «فيلم طريق في العصر التوراتي».
1. ↑  Serpent's Tail : Authors نسخة محفوظة 2007-10-04 على موقع واي باك مشين.
2. ↑  Booktrust: > Home نسخة محفوظة 2007-08-23 على موقع واي باك مشين.
3. ↑  Jonathan Trigell's interview during the Festival international du roman noir de Frontignan 2007 نسخة محفوظة 2007-10-08 على موقع واي باك مشين.

## روابط خارجية
- Jonathan Trigell's official website
- An interview with Jonathan Trigell
- Jonathan Trigell is interviewed for Arts Award Voice